# Pizso és Penda

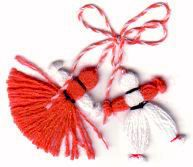
Egy hagyományos martenica, mely két bábut, Pizsót (jobbra) és Pendá (balra) ábrázolja.

Pizso és Penda (bolgárul: Пижо и Пенда) a két fonalból kötözött bábu neve, melyek jellegzetes bolgár martenicák. Pizso, a férfi bábu általában fehér színben tűnik fel, míg a női Penda általában vörös színben szerepel, s Pizsotól szoknyája különbözteti meg.